# Hurrisk (sprog)
Hurrisk eller Hurrittisk er et sprog som i oldtiden taltes af hurritterne.
Hurrittisk er af ukendt slægtskab, og altså hverken indoeuropæisk eller semitisk - men sproget indeholdte mange låneord fra Oldindisk, både navne på guder, herskere og krigsrelateret teknologi - muligvis fordi deres herskere var af Indisk afstamning.
| Sprog | Spire Denne artikel om sprog er en spire som bør udbygges. Du er velkommen til at hjælpe Wikipedia ved at udvide den. |